# De la Terre à la Lune
Pour les articles homonymes, voir De la Terre à la Lune (homonymie).
De la Terre à la Lune, trajet direct en 97 heures 20 minutes est un roman d'anticipation de Jules Verne, paru en 1865. Il relate comment, après la fin de la guerre de Sécession, une association d'artilleurs et de scientifiques liés à l'industrie militaire tente d'envoyer sur la Lune un obus habité par trois hommes. De la Terre à la Lune forme la première partie d'un diptyque, qui se clôt avec Autour de la Lune, paru quatre ans plus tard. Plusieurs personnages de ces romans sont remis en scène dans Sans dessus dessous, publié vingt ans plus tard, sans grand succès, puis redécouvert en 1975.
L'œuvre figure parmi les romans les plus connus de Jules Verne. Elle est devenue une référence dans le domaine de la science-fiction, avec de nombreux héritiers comme le roman de H. G. Wells, Les Premiers Hommes dans la Lune, en 1901. Le roman a été adapté de nombreuses fois à l'écran, pour le cinéma et la télévision, et ce dès 1902 avec Georges Méliès et son Voyage dans la Lune.

## Résumé
Après la fin de la guerre de Sécession, le Gun Club de Baltimore, club d'artilleurs, végète par manque d'activité. Son président, Impey Barbicane, propose très sérieusement d'envoyer un boulet de canon sur la Lune. Après plusieurs réunions, le Gun Club s'organise et lance une collecte de fonds en direction de toute la planète. Après avoir récolté l’argent nécessaire, le projet se concrétise sous la forme d'un gigantesque canon d'une conception inspirée des Columbiad américains.
La volonté du club est de mener l’expérience sur le territoire des États-Unis. Après s'être renseigné auprès de l'observatoire de Cambridge (Massachusetts) pour connaître les contraintes physiques (vitesse, date, lieu) favorisant leur projet, les membres du club déterminent les caractéristiques du canon, du projectile et de l'explosif. Ils choisissent également un site près de Tampa en Floride pour y préparer le tir. Un télescope est enfin construit dans les Rocheuses, afin de pouvoir observer au mieux le projectile durant son vol.
Le Gun Club reçoit un télégramme du Français Michel Ardan, qui propose de fabriquer un projectile creux (au lieu du boulet plein prévu) dans lequel il pourrait prendre place afin d'aller sur la Lune. Après avoir vérifié l’existence de ce Français, Barbicane suspend la fabrication du projectile. Arrivé aux États-Unis, Ardan convainc l'opinion publique de la possibilité de son idée. Seul Nicholl, adversaire et rival de Barbicane, s’oppose à ce projet, de la même façon qu'il s'était opposé au projet initial de Barbicane. Ardan résout le conflit en persuadant les deux hommes d'entreprendre avec lui ce voyage vers la Lune.
Le tir, qui a eu lieu le 1er décembre, est un succès. Sur Terre, après l’enthousiasme arrive l’inquiétude, car il est impossible de suivre le projectile à cause des nuages. Au bout de quelques jours, celui-ci est finalement découvert en orbite autour de la Lune et c'est cette partie qui sera contée dans Autour de la Lune.

## Personnages
Le monde que décrit Jules Verne est ici entièrement masculin. Il se compose d'anciens combattants, d'ingénieurs et de savants. Les premiers ont tous perdu quelque chose dans la guerre, qui un bras, qui une jambe, et paradoxalement ce sont les ingénieurs Nicholl et Barbicane ou l'aventurier polymathe Michel Ardan qui se révèlent être des hommes complets, à la fois hommes d'étude et d'action.
Le roman est symbolique d'un nouveau paradigme héroïque : le héros guerrier, cassé comme un vieux jouet, est mis à la retraite et c'est l'explorateur savant qui le remplace, avide non plus de conquêtes mais de connaissances, prêt à sacrifier sa vie non pour son roi, sa religion ou sa nation, mais pour « savoir ». La curiosité est le moteur essentiel du héros vernien. Mus par la même curiosité et la même soif de savoir, les héros s'inscrivent délibérément dans la tradition des grands explorateurs. Barbicane déclare : « Il nous est peut-être réservé d’être les Colombs de ce monde inconnu » (chap. 2) et Michel Ardan renchérit : « Aussi, dans ma parfaite ignorance des grandes lois qui régissent l’univers, je me borne à répondre : Je ne sais pas si les mondes sont habités, et, comme je ne le sais pas, je vais y voir ! » (chapitre 19).

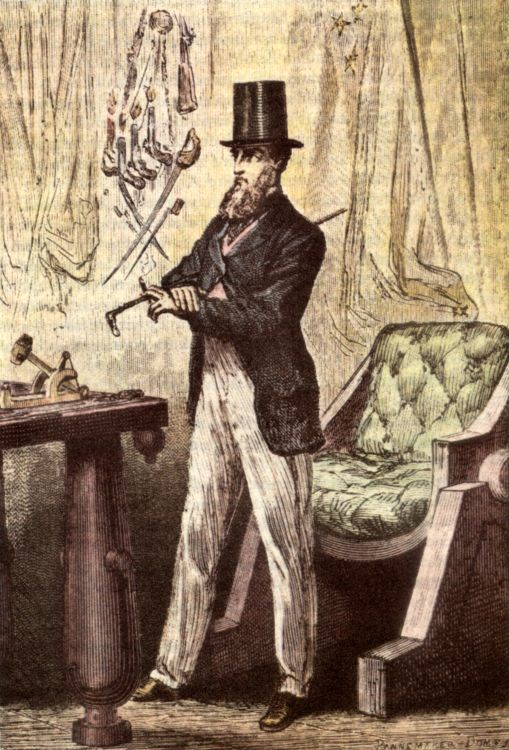
Portrait de Barbicane, Oncle Sam élégant.

### Impey Barbicane, président duGun Club
« Impey Barbicane était un homme de quarante ans, calme, froid, austère, d’un esprit éminemment sérieux et concentré ; exact comme un chronomètre, d’un tempérament à toute épreuve, d’un caractère inébranlable. »

Impey Barbicane est originaire du nord des États-Unis. Taciturne, réservé, d'un sang-froid à toute épreuve, il est l'âme du projet dans la première partie du roman, avant de servir de faire-valoir au bouillant français dans la seconde. C'est leur complémentarité qui rend l'aventure possible, Ardan produisant les idées folles que Barbicane soumet au test de la réalité. Barbicane est l'homophone du mot anglais barbican, lui-même dérivé du français barbacane, et évoque précisément la capacité du personnage à contenir et refouler ses émotions tout en présentant une façade sévère et impénétrable.
Son prénom, Impey, est aussi celui d'un célèbre géologue britannique, Sir Roderick Impey Murchison (1792-1871), dont le nom a été donné à un cratère lunaire.

### Michel Ardan, explorateur français

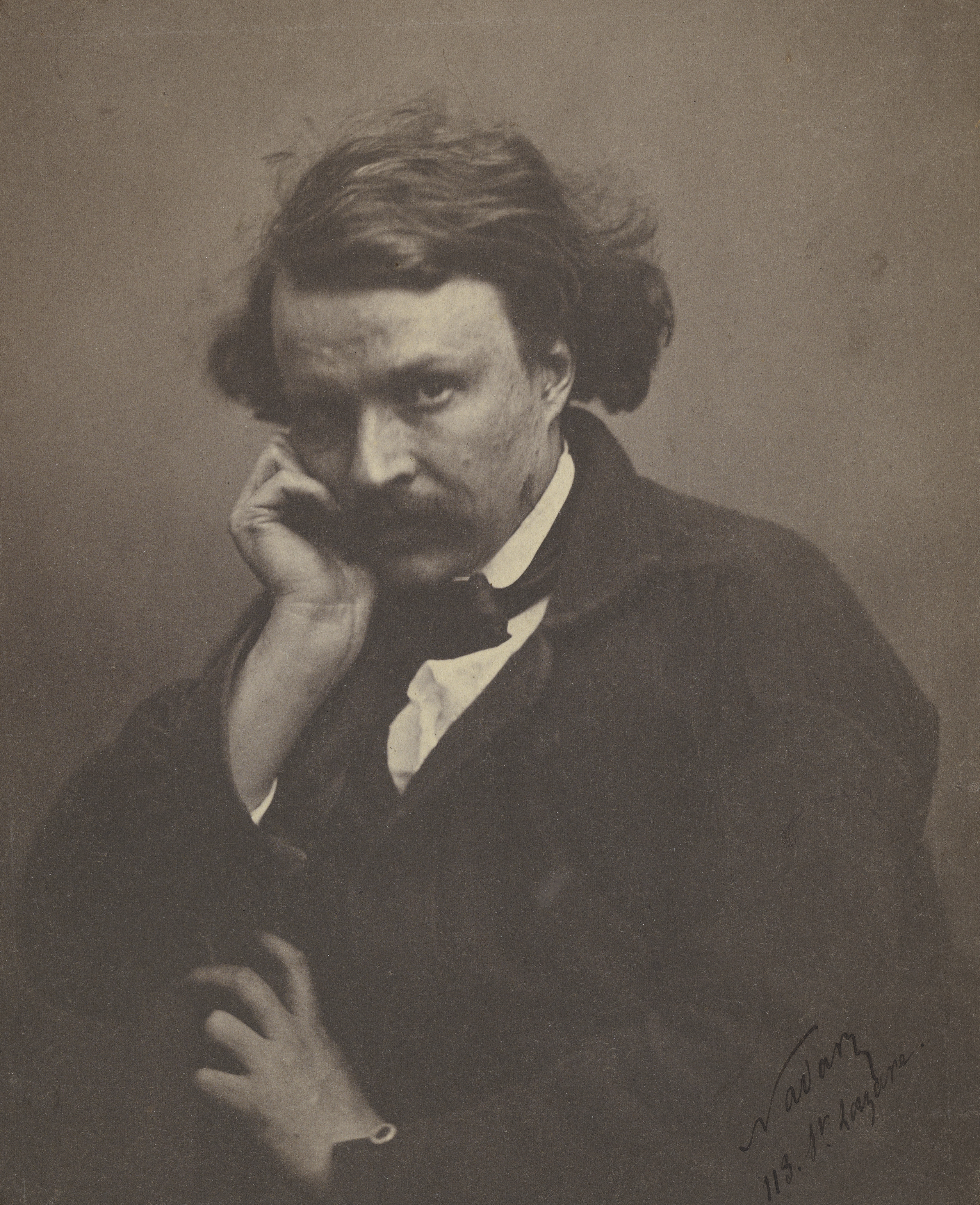
Autoportrait de Nadar, prototype de Michel Ardan.

Bien qu'il ne fasse son apparition que très tard, dans la seconde moitié du roman, Michel Ardan le domine dès son arrivée, tant par sa présence physique que par son charisme.

« C’était un homme de quarante-deux ans, grand, mais un peu voûté déjà [...] Sa tête forte, véritable hure de lion, secouait par instants une chevelure ardente [...] Les disciples de Lavater ou de Gratiolet eussent déchiffré sans peine sur le crâne et la physionomie de ce personnage les signes indiscutables de la combativité, c’est-à-dire du courage dans le danger et de la tendance à briser les obstacles ; ceux de la bienveillance et ceux de la merveillosité, instinct qui porte certains tempéraments à se passionner pour les choses surhumaines ; mais, en revanche, les bosses de l’acquisivité, ce besoin de posséder et d’acquérir, manquaient absolument. »

Lors du bal costumé donné par Jules Verne en avril 1877, Nadar incarnera le personnage de Michel Ardan. Mais si le nom en forme d'anagramme et le caractère du héros sont un hommage au photographe et ami de Jules Verne, c'est également une allusion à sa nature ardente : « Cet homme-là n’avait jamais froid — pas même aux yeux », remarque le narrateur, c'est « Phaéton menant à fond de train le char du Soleil, un Icare avec des ailes de rechange », « toujours bouillant sous l’action d’un feu intérieur ». Jules Verne joue du contraste entre l'ardeur du français et la froideur de son compagnon américain, le Yankee Barbicane.

### Le capitaine Nicholl, savant de Philadelphie
Nicholl est un peu le double de Barbicane, dont il est l'ennemi juré au début du roman. Il se réconcilie avec lui après un duel avorté grâce à l'entremise de Michel Ardan et devient son compagnon de voyage et celui du Français lors du voyage vers la Lune. Leur rivalité naît du fait que Barbicane est un spécialiste des armes offensives et cherche à fabriquer des boulets de plus en plus efficaces, tandis que Nicholl est un expert en armes défensives et cherche à mettre au point des plaques de métal de plus en plus résistantes aux projectiles. La fin de la guerre ne permet pas à Nicholl de démontrer la supériorité de sa dernière invention et, dans sa frustration, il cherche à provoquer Barbicane en critiquant son entreprise dans ses moindres détails. L'intervention du Français pour les réconcilier est une nouvelle façon pour l'auteur de montrer que, si la guerre crée des rivalités au sein d'un même camp, l'exploration scientifique favorise la collaboration et l'entente. La complémentarité de leurs domaines d'expertise fera merveille dans la construction et l'envoi d'une capsule habitée.

### J.-M. Belfast
J.-M. Belfast est le directeur de l'observatoire de Cambridge, dans le Massachusetts. Bien qu'il n'apparaisse pas directement dans le roman, l'autorité scientifique de ce personnage est établie lorsque Verne suggère qu'il est le confrère des astronomes George Phillips Bond et Alvan Graham Clark, découvreur de la naine blanche qui accompagne Sirius. C'est lui que consultent les artilleurs du Gun Club sur la faisabilité de leur entreprise.

### Les membres du Gun Club (chapitre 1)
- J.-T. Maston, secrétaire du Gun Club, ingénieur de formation, caractérisé par sa fougue et son enthousiasme. Il détient un record ironique : son dernier mortier a fait le plus grand nombre de victimes, malheureusement en explosant à la mise à feu, justice immanente ironique pour ceux qui mettent les progrès techniques au service d'une mauvaise cause. Il a perdu une main dans l'explosion (remplacée par un crochet) et une partie du crâne, refait à l'aide de gutta-percha. Présenté comme un va-t-en-guerre au début du roman, il adhère bientôt aux nouvelles perspectives pacifiques que lui offre le projet de Barbicane : « Je laisserai de côté le boulet physique, le boulet qui tue, pour n’envisager que le boulet mathématique, le boulet moral » (chapitre 7). Maston est un personnage à la fois touchant et comique, que Jules Verne s'ingénie à associer de façon humoristique à ses inventions. « À cette période, J.-T. Maston ne put contenir son émotion ; il se jeta dans les bras de son ami avec la violence d’un projectile » (chapitre 9). Plus tard, lors de la mise à feu du Columbiad, le contre-coup de l'explosion est tel que « J.-T. Maston, qui, contre toute prudence, se tenait trop en avant, se vit rejeté à vingt toises en arrière et passa comme un boulet au-dessus de la tête de ses concitoyens » (chapitre 27).
- Bilsby, ironiquement appelé « le fringant Bilsby », ancien officier artilleur de l'armée du général Sherman, a perdu les deux bras pendant la guerre de Sécession et la plupart de ses dents.
- le colonel Blomsberry, également officier pendant la guerre de sécession, y a perdu les deux mains. Le nom est pure invention de Verne, peut-être inspiré par l'homophone Bloomsbury, un quartier de Londres.
- le major Elphiston, membre, avec Maston et le général Morgan du « comité d'exécution » chargé d'étudier la question du canon, du projectile et de la poudre. Il a été « directeur des poudres pendant la guerre » (chapitre 9) et c'est un « chimiste distingué ». Verne s'est inspiré du patronyme écossais Elphinston, Elphinstone ou Elphingstone.
- Tom Hunter, « le brave Tom Hunter », a perdu ses deux jambes dans le conflit. Le patronyme est très courant. David Hunter, général de l'armée de l'Union, s’était rendu célèbre en 1862 en donnant l'ordre d'émanciper les esclaves dans le sud. Verne fait allusion à l’émancipation des esclaves dans le chapitre 14 : « Aux mauvais jours de l’esclavage, il eût perdu son temps et ses peines. Mais depuis que l’Amérique, la terre de la liberté, ne comptait plus que des hommes libres dans son sein, ceux-ci accouraient partout où les appelait une main-d’œuvre largement rétribuée. »
- le général Morgan, membre du comité d’exécution, porte un patronyme gallois. Morgan est un prénom et un patronyme courant, porté notamment par John Hunt Morgan, qui fut bien général pendant la guerre de Sécession, mais dans l'armée confédérée.
- Murchison, ingénieur. Le patronyme écossais convient à un ingénieur, l’Écosse du XIXe siècle ayant largement contribué aux progrès des sciences et techniques, avec des personnalités telles que James Watt (auquel Verne rendait hommage la même année dans le premier chapitre d'un autre roman, Les Forceurs de blocus), Fairbairn ou Rankine. Le nom évoque, comme le prénom de Barbicane, le célèbre géologue britannique.

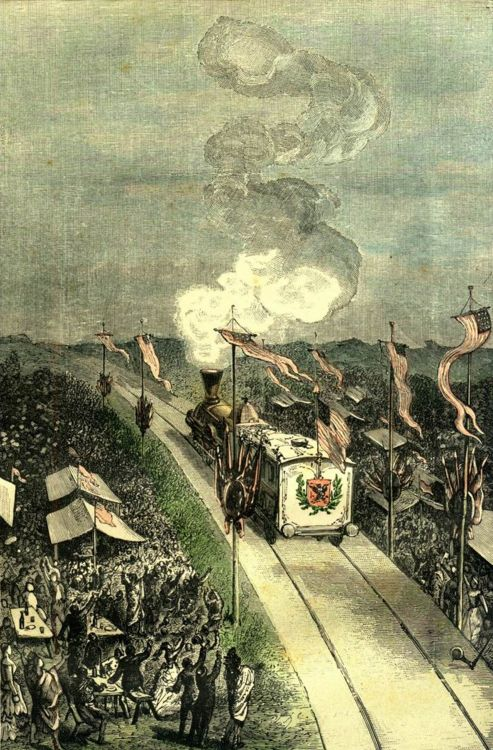
Foule en liesse au passage des héros.

### Le public
Le public, d'abord américain, ensuite international, joue un rôle important dans le roman, un peu analogue à celui des supporters sportifs. Chaque nouvelle, chaque événement est attendu avec ferveur et acclamé avec liesse par des foules anonymes, mais immenses, où se mêlent toutes les nationalités et les classes sociales (« le magistrat, le savant, le négociant, le marchand, le portefaix » - chap. 3) et où se fondent les particularismes. En mettant en scène ces masses animées par un même enthousiasme pour une cause pacifique, Jules Verne pouvait insister sur le pouvoir fédérateur du progrès, par opposition à la discorde née des entreprises nationalistes que symbolisent les souvenirs de la guerre de Sécession et les allusions à la situation en Europe. Sensible au développement des communications, il anticipe avec étonnamment de justesse mais beaucoup d'optimisme le village planétaire de Marshall Mc Luhan.

« Aussi, le soir même, à mesure que les paroles s’échappaient des lèvres de l’orateur, elles couraient sur les fils télégraphiques, à travers les États de l’Union, avec une vitesse de deux cent quarante-huit mille quatre cent quarante-sept miles à la seconde. On peut donc dire avec une certitude absolue qu’au même instant les États-Unis d’Amérique, dix fois grands comme la France, poussèrent un seul hurrah, et que vingt-cinq millions de cœurs, gonflés d’orgueil, battirent de la même pulsation. »

« L’estime qu’ils obtiennent, dit un jour un des plus savants orateurs du Gun-Club, est proportionnelle « aux masses » de leur canon, et « en raison directe du carré des distances » atteintes par leurs projectiles ![réf. nécessaire] »

« L’effet de la communication Barbicane ne s’était pas arrêté aux frontières des États-Unis ; il avait franchi l’Atlantique et le Pacifique, envahissant à la fois l’Asie et l’Europe, l’Afrique et l’Océanie. »

— (chapitre 12)

## Élaboration du roman

### Antécédents littéraires
Le roman de Jules Verne innove par son parti pris scientifique plutôt que moral ou merveilleux, mais n'est pas le premier à relater un voyage sur la lune ou en évoquer la possibilité. Il le reconnaît d'ailleurs volontiers lui-même et c'est à Barbicane qu'il confie le soin de rappeler ses illustres prédécesseurs.
Si celui-ci ne mentionne pas l’Histoire vraie, de Lucien de Samosate (IIe siècle), il cite David Fabricius, l'académicien Jean Baudoin auquel il attribue une traduction du Voyage fait au monde de la Lune par un certain Dominique Gonzalès, aventurier espagnol, en fait la traduction d'une œuvre de Francis Godwin (1562-1633) : The Man in the Moon, or a Discourse of a Voyage thither, by Domingo Gonsales (édition posthume en 1638). Il rend également hommage à Cyrano de Bergerac (1619-1655) et son Voyage dans la Lune & Histoire comique des états et empires du Soleil (éd. posthume 1655), à Fontenelle pour sa Pluralité des Mondes, et à Sir John Herschell, fils de William Herschel pour sa contribution aux progrès de l'observation astronomique. Enfin, il salue au passage le romancier et nouvelliste américain Edgar Allan Poe, dont il cite The Unparalleled Adventures of One Hans Pfaal qui décrit l'exploit extraordinaire d'un aérostier.
Verne semble méconnaître John Wilkins (1614-1672) et son roman The discovery of a world in the Moon qui date de 1638, et Marie-Anne Robert (1705-1771) qui fit publier Voyages de Milord Céton dans les sept planètes, ou Le nouveau Mentor à Paris en 1756 (réédité en 1766).
En revanche, il connaissait l'astronome Camille Flammarion (1842–1925), qui avait publié des ouvrages relevant plus de l'anticipation que de la science, comme La Pluralité des mondes habités en 1862, et qui participait à la revue Le Cosmos.

### Jules Verne vulgarisateur

Les canons Columbiad de Rodman qui inspirèrent Jules Verne.

Comme dans les autres romans de la série des Voyages extraordinaires, Jules Verne avait pour mission de vulgariser les connaissances scientifiques d'une façon distrayante. En choisissant d'imaginer un voyage vers la Lune, il se donnait les moyens d'instruire ses jeunes lecteurs dans des domaines aussi différents que l'astronomie et l'artillerie. Mais faisant également œuvre d'anticipation, il lui fallait extrapoler à partir de prouesses techniques déjà réalisées et s'appuyer sur des théories dont, faute de formation scientifique, il ne pouvait pas vérifier la vraisemblance. Il pouvait tout de même consulter les travaux de vulgarisation de François Arago sur l'astronomie, du mathématicien Joseph Bertrand (qui publie la même année et chez le même éditeur que Verne Les fondateurs de l'astronomie moderne, ouvrage que l'on retrouve ensuite sur les étagères du capitaine Nemo dans Vingt mille lieues sous les mers), ou de son cousin Henri Garcet, professeur agrégé au lycée Henri IV, auteur des Éléments de mécanique et de Leçons nouvelles de cosmographie. Une des solutions trouvées par Jules Verne pour rester dans la vraisemblance consiste à reproduire fidèlement les caractéristiques des inventions déjà existantes tout en multipliant la taille et les performances des objets qu'il décrit. Cependant, Jules Verne demeure conscient du risque d'erreur et procède avec prudence, soulignant systématiquement le caractère hypothétique de certaines théories, ce qui lui vaudra néanmoins des critiques, notamment de la part de Camille Flammarion.

#### Invention de l'astronautique
- État des lieux : Jules Verne commence par faire la liste des questions qu'une telle entreprise suscite à cette époque dans l'esprit du lecteur :

1. Est-il possible d’envoyer un projectile dans la Lune ?
2. Quelle est la distance exacte qui sépare la Terre de son satellite ?
3. Quelle sera la durée du trajet du projectile auquel aura été imprimée une vitesse initiale suffisante, et, par conséquent, à quel moment devra-t-on le lancer pour qu’il rencontre la Lune en un point déterminé ?
4. À quel moment précis la Lune se présentera-t-elle dans la position la plus favorable pour être atteinte par le projectile ?
5. Quel point du ciel devra-t-on viser avec le canon destiné à lancer le projectile ?
6. Quelle place la Lune occupera-t-elle dans le ciel au moment où partira le projectile ?

– chapitre 4
Les réponses à ces questions permettent de faire brièvement l'état des lieux des connaissances de l'époque. Toujours prudemment, il présente ensuite certaines solutions techniques imaginées par ses personnages comme des hypothèses, par exemple le système composé d'un plancher d'eau pour amortir les effets de l'accélération au décollage. Son inventeur, Barbicane, confie à Michel Ardan que le système peut s'avérer inefficace. En effet, comme l'ont noté les scientifiques, dans les conditions décrites par Jules Verne les voyageurs n'auraient pas survécu aux pressions exercées sur leur organisme au moment de l'accélération initiale.
- Choix d'un endroit favorable à l'expérience (chapitre 11). L'emplacement, tenant compte d'impératifs de mécanique céleste qui impose la latitude la plus équatoriale possible, est sur la côte Est de la Floride, à très peu de choses près à l'emplacement de l'actuel site de lancement de fusées de Cap Canaveral (rebaptisé un temps Cap Kennedy). Ce choix est en fait dû à Henri Garcet.
- Par ailleurs, Jules Verne met en scène la rivalité de la Floride et du Texas, qui utilisent tous les moyens de pression auprès du congrès américain pour obtenir que le site de lancement soit dans leur État respectif. Ce chapitre est pour Verne prétexte à ironiser sur la rudesse, voire la brutalité des mœurs politiques américaines. Là encore, la réalité a rejoint, en partie, la fiction : lors des premiers vols habités Mercury, lancés depuis la Floride, le vice-président américain Lyndon Johnson et de nombreux parlementaires et acteurs économiques ont fait pression pour que le centre de contrôle des futures missions spatiales soit installé à Houston, épisode décrit de façon spirituelle par l'écrivain américain Tom Wolfe dans son roman L'étoffe des Héros, consacré aux premières missions spatiales.
- Le financement : en consacrant un chapitre à cette question, Jules Verne faisait d'une pierre deux coups. Il montrait que ses héros, loin d'être des rêveurs, avaient le souci des détails matériels, et en faisant appel à un financement bénévole et international, il soustrayait le projet du cadre purement américain pour en faire une utopie planétaire et désintéressée.

« C’était à la fois le droit et le devoir de toute la Terre d’intervenir dans les affaires de son satellite. La souscription ouverte dans ce but s’étendit de Baltimore au monde entier, urbi et orbi.
Cette souscription devait réussir au-delà de toute espérance. Il s’agissait cependant de sommes à donner, non à prêter. L’opération était purement désintéressée dans le sens littéral du mot, et n’offrait aucune chance de bénéfice. »

— chapitre 12

#### Astronomie
De la Terre à la Lune est le premier roman, mais non le dernier, où Verne s'intéresse à l'astronomie. Il consacre au moins trois chapitres à faire l'état des connaissances de son époque dans les domaines de l'observation, de la sélénographie et des phases lunaires, mais de nombreuses références savantes émaillent le roman selon les besoins de l'action :
- l'observation, l'optique, les télescopes, les astronomes célèbres (chapitre 4) ;
- la sélénographie et ses auteurs (chapitre 5) ;
- les phases lunaires (chapitre 6) ;
- la pluralité des mondes.

#### Artillerie
L'artillerie occupe une place importante dans le roman, à la fois comme solution technique au voyage vers la Lune, mais également comme prétexte pour l'auteur à assigner des objectifs pacifiques plutôt que militaires au progrès technique. Le Gun Club de Baltimore ne compte parmi ses membres que des personnes ayant participé à l'invention ou l'amélioration des armes à feu. Admirables sur le plan technique, leurs inventions sont cruellement grotesques dans leurs conséquences :

« [..] il est évident que l’unique préoccupation de cette société savante fut la destruction de l’humanité dans un but philanthropique, et le perfectionnement des armes de guerre, considérées comme instruments de civilisation. »

— Chapitre 1
Comment briser le cercle vicieux qui fait que les progrès d'une science où se sont illustrés, note le narrateur, les Parrott, Dahlgreen, Rodman (l'inventeur du canon Rodman), Armstrong, Pallisser (en) et Treuille de Beaulieu, exigent d'inévitables atrocités pour continuer à se développer (chapitre 1) ? En lui assignant des buts pacifiques d'exploration répond Barbicane (chapitre 2).
- Balistique (chapitre 7).
- Artillerie ; construction d'un canon (chapitre 8).
- Question de la poudre à canon (chapitre 9). Verne se targuait de ne pas avoir recours au merveilleux mais seulement d'extrapoler à partir de faits avérés. Il s'offusqua lorsque, dans Les Premiers Hommes dans la Lune (1901), Wells inventa de toutes pièces la cavorite, une substance supposée être imperméable à la gravité.

### Illustrations
Le roman est illustré de gravures en noir et blanc dues aux graveurs François Pannemaker et Doms sur des dessins de Henri de Montaut (1825-1890). On peut en distinguer de quatre sortes :
- les portraits ;
- les paysages ;
- les scènes d'action ;
- les illustrations didactiques.

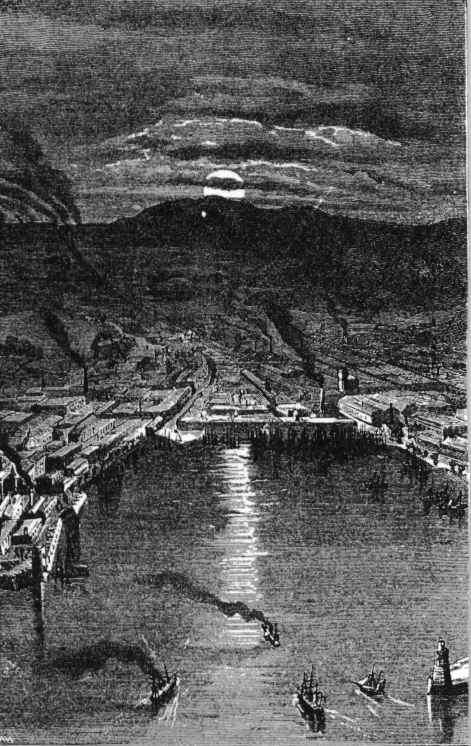
Paysage industriel américain : Tampa.
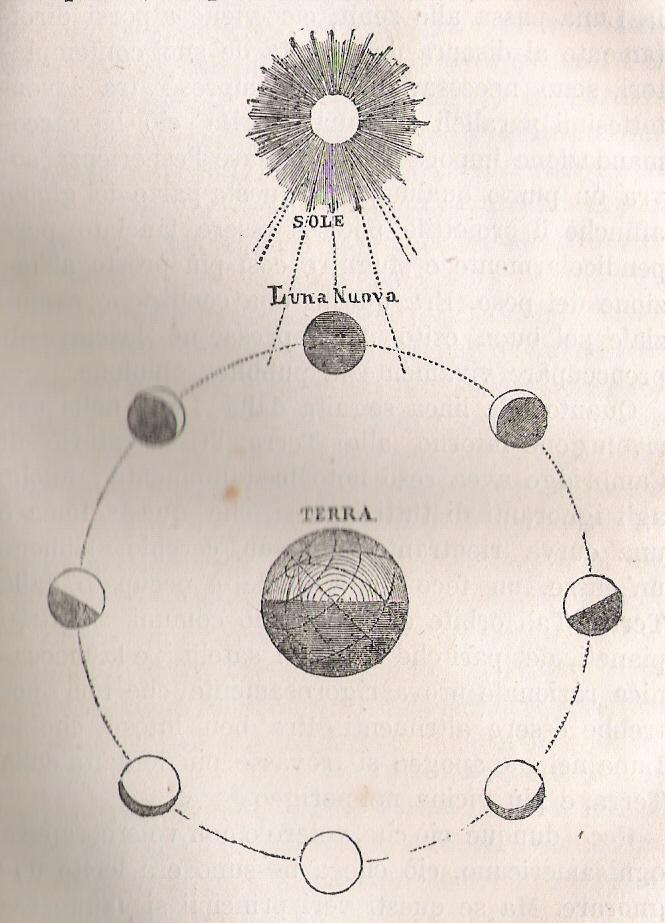
Vulgarisation astronomique.

### Circonstances de la publication
Le roman paraît d'abord en feuilleton dans le Journal des débats du 14 septembre au 14 octobre 1865, avant d'être repris en volume la même année chez Hetzel.

## Suites

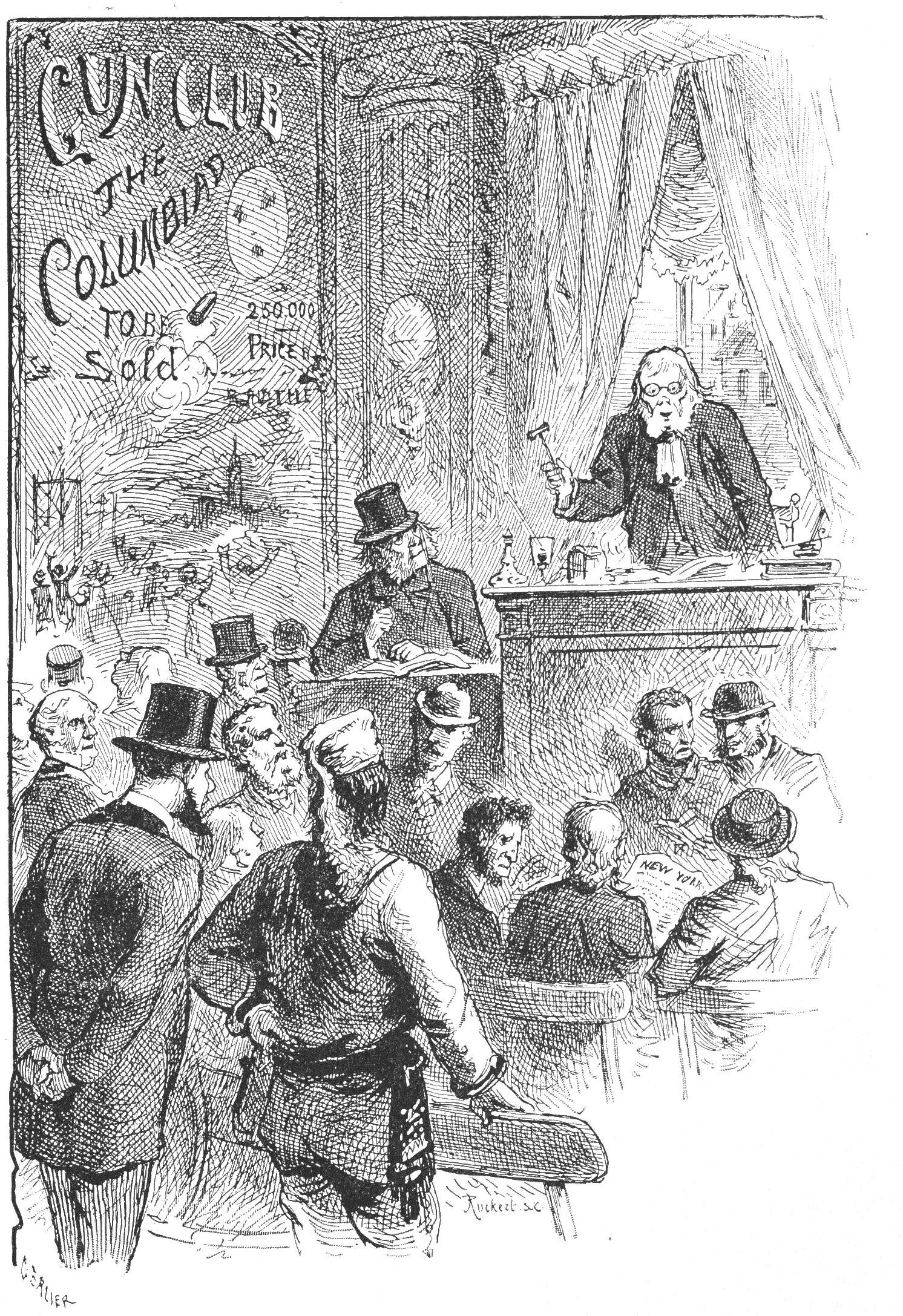
Un monde inconnu - Deux ans sur la Lune (Ali Bétolaud, 1896).

Le roman Autour de la Lune, qui paraît quatre ans après De la Terre à la Lune, raconte la suite et la fin de l'histoire des explorateurs spatiaux du Gun Club, leurs aventures dans l'espace puis leur retour sur Terre. Les deux romans formant deux parties étroitement liées, ils sont fréquemment réédités en un seul volume.
Vingt ans après De la Terre à la Lune, Jules Verne, vers la fin de sa vie, publie un troisième roman mettant en scène plusieurs personnages appartenant au Gun Club : Sans dessus dessous. L'atmosphère de ce troisième roman est assez différente de celle des deux premiers, car Verne s'y montre beaucoup plus sceptique à l'égard du progrès scientifique. Sans dessus dessous rencontre peu de succès à sa publication et tombe dans un relatif oubli avant d'être redécouvert en 1975.
Entre le 24 janvier et le 27 juin 1883 est publié dans Les Veillées des chaumières. Journal hebdomadaire illustré, un roman satirique d'Alexandre de Lamothe, Quinze mois dans la Lune, présenté par son auteur comme une suite à De la Terre à la Lune.
En 1896, Ali Bétolaud, sous le pseudonyme de Pierre de Sélènes, propose une autre suite[réf. souhaitée], sous le titre Un monde inconnu - Deux ans sur la Lune.

## Postérité

### Adaptations

#### Au théâtre
Dès 1875, le roman de Jules Verne inspire Le Voyage dans la Lune de Jacques Offenbach, un opéra-féerie joué successivement au Théâtre de la Gaîté, puis au Théâtre du Châtelet.
En 2008, l'acteur allemand Rufus Beck met en scène un one-man-show intitulé De la Terre à la Lune, dans lequel il joue à la fois Michel Ardan, Maston, Nicholl et Barbicane.

#### Au cinéma
Le cinéma rendra plusieurs fois hommage au roman de Jules Verne. Il inspire le premier film de science-fiction de Georges Méliès, Le Voyage dans la Lune, en 1902. Il est suivi en 1908 d'une autre adaptation, Excursion dans la Lune, réalisée par l'espagnol Segundo de Chomón pour Pathé. En 1958, le réalisateur américain Byron Haskin dirige Joseph Cotten, qui joue Barbicane dans une nouvelle mouture cinématographique du roman. En 1967, paraît une comédie britannique loufoque, Jules Verne's Rocket to the Moon avec Burl Ives et Terry-Thomas. En 1986, la télévision suisse l'adapte avec Le Voyage dans la Lune. C'est encore à la télévision que paraît en 1998 le feuilleton De la Terre à la Lune.

#### À la télévision
En 1995, à la télévision, la BBC réalisa un documentaire sur la création de Space Mountain, « Shoot for the Moon ». Cette émission de 44 minutes suivait les efforts de Tim Delaney et son équipe pour adapter De la terre à la Lune de Jules Verne en attraction.

#### Attraction
Space Mountain : De la Terre à la Lune, une attraction du parc Disneyland, s'inspirait librement du roman de Jules Verne et du film de Méliès, et offrait aux visiteurs une excursion vers la Lune selon l'atmosphère du roman, avec son décor d'époque et son esthétique industrielle. L'attraction fut modifiée en 2005, de sorte qu'elle présente aujourd'hui un voyage au-delà de la Lune, avec une ambiance vernienne plus nuancée. Plus récemment, c'est le thème de Star Wars qui est appliqué à l'attraction.
Cependant, malgré les modifications apportées au cours de l'existence de l'attraction, son aspect extérieur est resté le même qu'au premier jour. Cela vaut en particulier pour la décoration de l'affût du canon extérieur, figurant un archer tirant en direction du ciel avec en inscription « Columbiad - Baltimore Gun Club », faisant écho au type de canon utilisé dans le roman ainsi qu'au club de gentlemen à l'origine du projet d'envoyer un projectible en orbite de la Lune.

#### Jeu vidéo
Le roman et ses suites ont également inspiré le jeu vidéo Voyage au cœur de la Lune, développé par Kheops Studio dans la collection « Jules Verne ».

### Traductions
Selon Arthur B. Evans, Verne était mécontent des traductions de ses ouvrages. Les éditeurs américains, en particulier, n'hésitaient pas à censurer voire réécrire des passages entiers jugés ennuyeux (les passages techniques) ou tendancieux (les critiques contre les Anglo-saxons, la mention du darwinisme dans Vingt mille lieues sous les mers). Souvent bâclées, ces traductions avaient néanmoins un grand succès. De la Terre à la Lune a été ainsi traduit deux fois en anglais, sous le titre From the Earth to the Moon (Mercier Lewis, 1874) puis The Baltimore Gun Club (1875, Edward Roth).
Ces versions médiocres et tronquées font qu'outre-Atlantique Jules Verne est longtemps considéré comme un auteur pour la jeunesse et n'y rencontre pas les lecteurs adultes qui ont contribué à sa popularité dans le reste du monde. Il faut attendre les années soixante, au XXe siècle, pour que le public ait accès à des textes plus proches de l'original, à la suite de la parution d'une nouvelle version de Vingt mille lieues sous les mers de Walter James Miller, dont la préface « Jules Verne en Amérique », dénonce la corruption des textes édités en anglais. Le public américain redécouvre alors un des pères de la science-fiction et de nouvelles traductions se succèdent :
- From the Earth to the Moon and Around the Moon, traduction de Jacqueline et Robert Baldick. Londres, Dent, 1970.
- From the Earth to the Moon and Around the Moon, traduction de Harold Salemson, introduction de Jean Jules-Verne et illustrations de Robert Shore. New York, Heritage, 1970.
- Annotated Jules Verne : From the Earth to the Moon, traduction du professeur Walter James Miller, édition savante accompagnée d'un appareil critique qui permet de mesurer les erreurs et les contresens dans les premières traductions de Lewis et Roth.1995.

Cependant, les anciennes traductions tombées dans le domaine public continuent à circuler et figurent toujours au catalogue d'éditeurs peu scrupuleux.
La traduction italienne du roman (Dalla Terra alla Luna, 1865) due à G. Pizzigoni, décida en partie de la vocation du jeune Vito Volterra.

### Références et hommages au roman

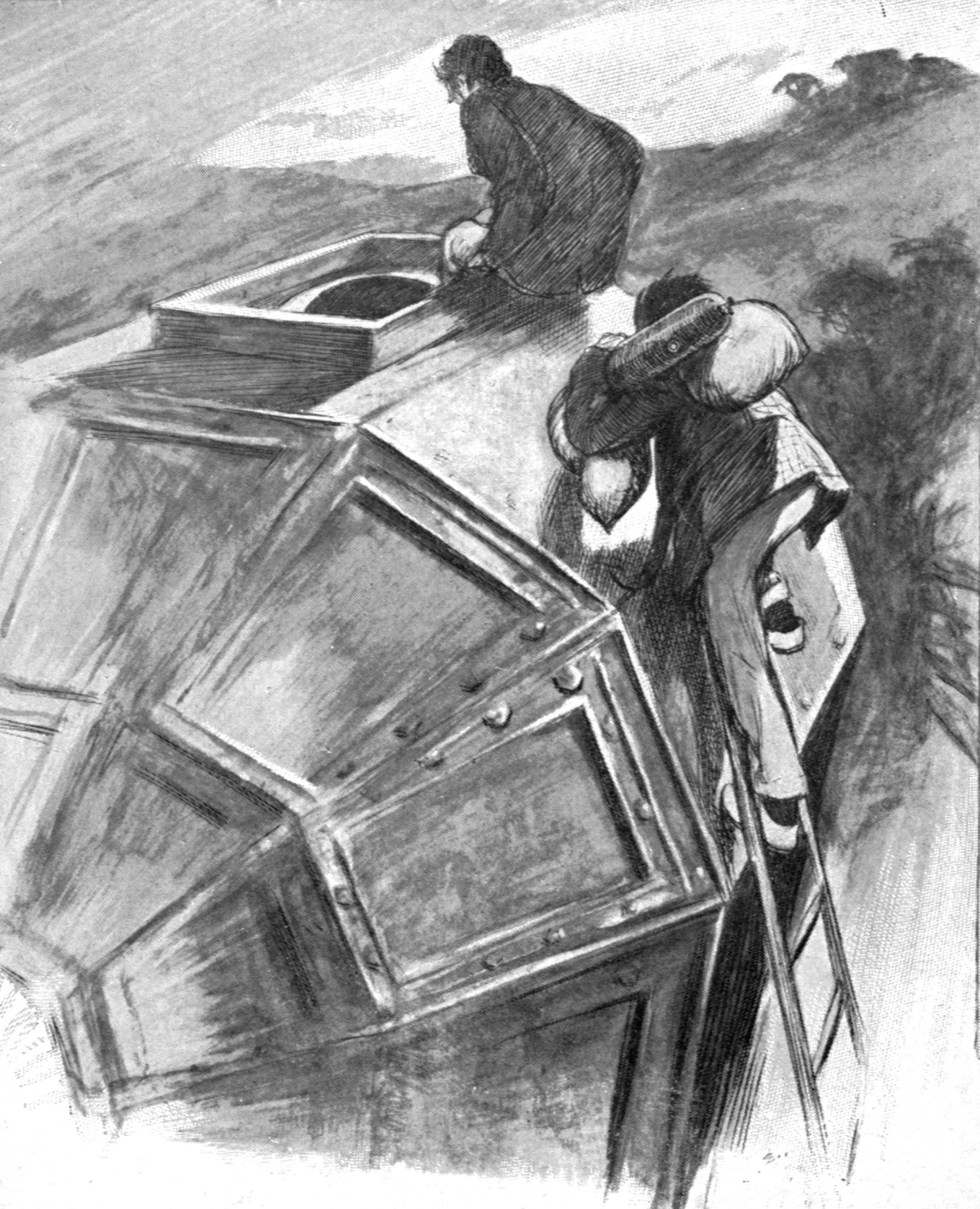
First Men in the Moon (H. G. Wells, 1901).